# كأس العالم لكرة القاعدة للنساء 2014
كأس العالم لكرة القاعدة للنساء 2014 (بالإنجليزية: 2014 Women's Baseball World Cup)‏ هو موسم من كأس العالم لكرة القاعدة للنساء. أقيم بتاريخ 2014، وفاز فيه منتخب اليابان الوطني لكرة القاعدة للسيدات.